# Kolektivizace
Kolektivizace je označení procesu přeměny individuálního soukromého zemědělství na kolektivní, zpravidla v souladu s myšlenkami marxismu a jeho ideou společného vlastnictví. Pro kolektivizaci zemědělství neměli komunisté v žádné zemi reálný hospodářský důvod, nýbrž k ní došlo z čistě politicko-ideologických důvodů[zdroj?]. S pádem komunismu ve východním bloku proto také zaniklo kolektivní hospodaření.
Jelikož komunistické strany potřebovaly při svém nástupu k moci podporu širokých zemědělských vrstev, jež se zpravidla nechtěly vzdávat své půdy, zprvu své kolektivizační úmysly zatajovaly a naopak slibovaly agrární reformy a rozdávaly chudším rolníkům půdu. Po upevnění své moci ovšem komunistické režimy zahajovaly kolektivizaci, a to s použitím propagandy podněcující třídní nenávist a represivních opatření (zastrašování, ekonomický nátlak, nucené přesídlování, věznění, popravy).[zdroj?] Tato opatření ovšem nedokázala zajistit ziskovost vzniklých zemědělských družstev.[zdroj?]
Kolektivizační proces započal nejdříve v Sovětském svaze roku 1929, kde vedl prakticky k opětovnému znevolnění zemědělského obyvatelstva. Po obsazení východního Polska, Pobaltí a Besarábie (1939 a 1944) pak Sověti začali kolektivizovat zemědělství také v těchto oblastech. O kolektivizaci se pokusili ve 30. letech také anarchokomunisté v republikánské zóně při občanské válce ve Španělsku.
Po nastolení komunistických režimů ve východoevropských zemích probíhala kolektivizace také v této oblasti, a to opět podle sovětského vzoru (svou vlastní cestou se vydala pouze Jugoslávie). Po Stalinově smrti roku 1953 nastalo určité uvolnění a další vlna kolektivizace na přelomu 50. a 60. let se již nesla ve znamení mírnější propagandy a slabších represí (jen v Polsku došlo k trvalému rozpadu kolektivních hospodářství). Do počátku 60. let se proces kolektivizace až na Jugoslávii a Polsko dovršil ve všech zemích východního bloku. V 60. a 70. letech probíhalo spojování zemědělských družstev ve větší celky, komunistického ideálu společného vlastnictví ovšem nikdy dosaženo nebylo. Drtivá většina zemědělských družstev byla navíc nerentabilní, takže se rozpadla spolu s pádem komunismu na přelomu 80. a 90. let.
Vývoj v západní Evropě ukázal, že proces scelování pozemků sice vede k ekonomicky výhodnějšímu hospodářství, avšak na rozdíl od západní Evropy, kde spojování zemědělských pozemků bylo dosaženo odkupováním půdy, v komunistickém bloku ke scelování pozemků došlo skrze represe, jež za sebou zanechaly miliony obětí, rozvrácené vztahy na vesnicích a obrovské bezpráví.

## Příčiny
Kolektivizace představuje přímý důsledek aplikace marxistické teorie na zemědělství. Podle Karla Marxe a Friedricha Engelse kapitalistický řád plodí vrstvu proletariátu, jež je vykořisťována kapitalisty a buržoazií. Historickým úkolem proletariátu pak je vyvlastnění kapitalistů a nastolení beztřídní společnosti. Ideály společného vlastnictví a vyvlastnění půdy ovšem stěží mohly rolníky nadchnout – rolníci se jen těžko mohli vzdát půdy, kterou po mnoho generací obdělávali.
Totalitní idea komunismu se navíc mohla plně prosadit jen ve společnosti, jež má masový charakter a která se skládá z izolovaných jedinců, vytrhnutých z původních tradic a vykořeněných z původních hodnot. Rolníci jakožto nositelé takovýchto tradic a hodnot se tedy přirozeně stali pro komunistický režim překážkou, kterou bylo potřeba odstranit. Poměry na vesnici bylo potřeba zásadně proměnit.
Komunisté ovšem při nastolování svého režimu potřebovali získat podporu. V Rusku totiž v době říjnové revoluce dělnictvo představovalo jen nepatrnou složku společnosti, a komunisté proto museli získat podporu rolníků. Podobně po druhé světové válce museli komunisté usilovat o získání podpory venkova, neboť poměrně dobře sociálně zabezpečení dělníci ztráceli o sociální revoluci zájem. Krokem k získání popularity se tak stalo dočasné opuštění hlásání konce soukromého vlastnictví a rozdávání zemědělské půdy. Dalším krokem se pak stalo rozštěpení rolnictva a nastolení třídního boje na venkově.

## Kolektivizace v Sovětském svazu

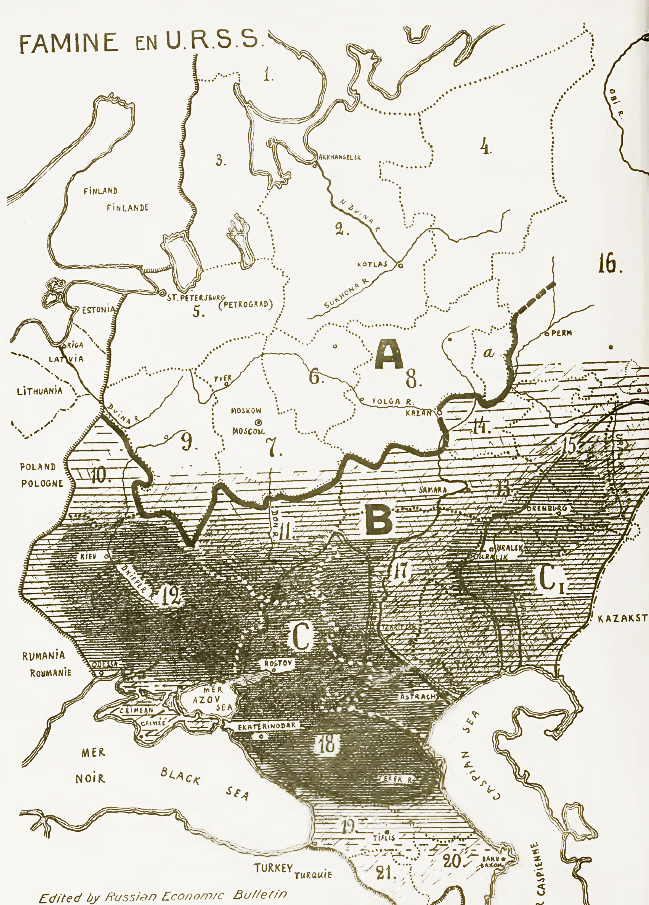
Oblasti SSSR nejvíce postižené hladomorem v roce 1933

### Sovětské Rusko
Taktické ústupky zemědělcům se osvědčily již při nastolování komunistického režimu v Rusku. Lenin si získal podporu rolníků slibem půdy a hned 8. listopadu 1917, den po vypuknutí bolševické revoluce, vydala Rada lidových komisařů dekret, jímž vyvlastnila bez náhrady veškerou půdu a pak ji rozdělila a bezplatně přidělila do užívání rolníkům. Pokusy o zavedení družstev ovšem neuspěly a Nová ekonomická politika (NEP) kolektivizaci odsunula až do roku 1929. Ačkoli NEP vedla téměř okamžitě ke zlepšení hospodářské produkce, takže pro kolektivizace neexistoval hospodářský důvod, z ideologického hlediska byla kolektivizace nutná.

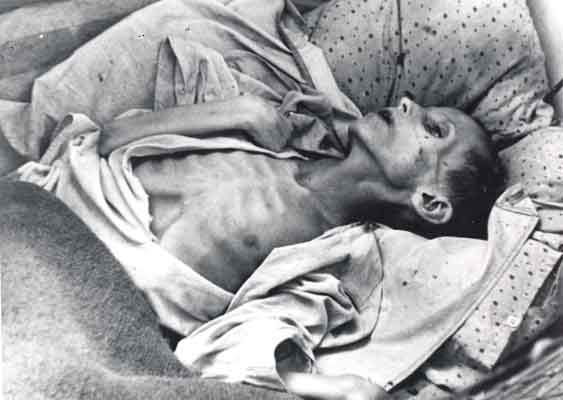
Zavedení družstevní výroby v zemědělství však skončilo především na Ukrajině totálním rozvratem výroby potravin a vedlo k jednomu z historicky největších hladomorů

Roku 1929 začal komunistický režim kolektivizovat ruské zemědělství, a to s použitím brutálních prostředků: správní orgány získaly právo zabavovat veškerý majetek a vypovídat rolníky z okresů a oblastí. Ačkoli kolektivizace byla z pohledu politických představitelů úspěšná (roku 1931 kolchozy zahrnovaly 80 % všech hospodářství a obhospodařovaly 90 % zemědělské půdy), ve skutečnosti přinesla hospodářský rozvrat, masové deportace, hladomor na Ukrajině (několik milionů obětí) a v dalších částech Sovětského svazu a trvalou krizi zemědělství a zásobování. Režim přitom vyvinul také masovou propagandu, jež měla podnítit nenávist vůči kulakům, což byla vrstva úspěšných soukromých zemědělců, která vznikla po Stolypinových reformách roku 1906 a po znovuumožnění soukromé zemědělské činnosti Novou ekonomickou politikou. Kolektivizace v Sovětském svaze navíc de facto znamenala obnovení nevolnictví, neboť úřady odmítaly vydávat „kolchozním rolníkům“ tzv. vnitřní pasy, jež byly potřebné k přestěhování nebo cestování na delší vzdálenosti.

### Kolektivizace na anektovaných územích
Svůj model kolektivizace Sověti aplikovali i na územích anektovaných v letech 1939–1941 (východní Polsko, Pobaltí, Besarábie). Také ve východním Polsku komunisté nejdříve půdu znárodnili (zejména etnicky polskou půdu) a rozdali drobnějším rolníkům (zejména ukrajinským a běloruským). Po tomto taktickém populistickém kroku ovšem záhy zahájili kolektivizaci, jež však kvůli odporu obyvatelstva a vpádu nacistických vojsk byla provedena jen částečně.
Mimo jiné kvůli kolektivizačním snahám komunistů přivítali lidé na těchto území německou armádu jako osvobozeneckou. Kolchozy se začaly rozpadat, nacisté však po krátké době tomuto procesu zabránili a prosadili další existenci stávajících kolchozů. Po opětovném obsazení těchto území Rudou armádou začala kolektivizace roku 1944 znovu. Také tentokrát byla provázena ozbrojeným odporem (aktivní byla zejména Ukrajinská povstalecká armáda) a deportacemi velkého množství obyvatel na Sibiř a do Kazachstánu. Dokončit proces kolektivizace se proto Sovětům v těchto oblastech podařilo až roku 1953.

## Kolektivizace při španělské občanské válce
Proces kolektivizace prosazovali také anarchosyndikalisté (CNT a UGT) a komunisté (PCE) v republikánské zóně při španělské občanské válce (1936–1939). Socialistická zemědělská a průmyslová družstva ovšem zachovávala soukromé vlastnictví, a navíc po vítězství nacionalistů spolu s druhou Španělskou republikou zanikla.

## Kolektivizace ve východoevropských komunistických zemích

### Přípravná fáze
Po druhé světové válce panovaly ve východoevropských zemích mezi rolníky obavy, že komunisté pod sovětským vlivem začnou zavádět kolchozy i zde. Také v těchto zemích proto komunistické strany takticky ve svých programech nemluvily o združstevňování a slibovaly pozemkovou reformu podle hesla „půda patří těm, kdo na ní pracují“. V zemích, odkud byli vysídleni Němci (Československo, Polsko), mohlo také probíhat rozdávání zemědělské půdy po vysídlencích.
Pozemkové reformy prosazované komunisty měly kromě zisku popularity u malých zemědělců navíc také narušit vlastnictví větších rolníků a demoralizovat tuto majetnější skupinu sedláků, jež by komunisty sotva podporovala. Reformy určovaly maximální výměru půdy, kterou mohli lidé držet v soukromém vlastnictví. V Albánii to bylo 7 ha, v sovětském Německu 20 ha, v Bulharsku 20–30 ha, v Jugoslávii 25–35 ha, v Rumunsku a Československu 50 ha, v Polsku 50–100 ha a v Maďarsku 114 ha. Z období druhé světové války navíc zpravidla přetrvávaly systémy nuceného výkupu zemědělských výrobků, a rolníci tak nemohli prodávat své produkty za tržní cenu.

### Násilná fáze kolektivizace
Rozdrobení pozemkové držby a systém nuceného výkupu tak způsobily pokles zemědělské výroby a problémy se zásobováním. Některé komunistické strany se snažily nalézt svou vlastní cestu k „socializaci zemědělství“, avšak poté, co Informbyro kritizovalo samostatný postup Jugoslávie, zahájily všechny země východního bloku kolektivizaci podle sovětského modelu.

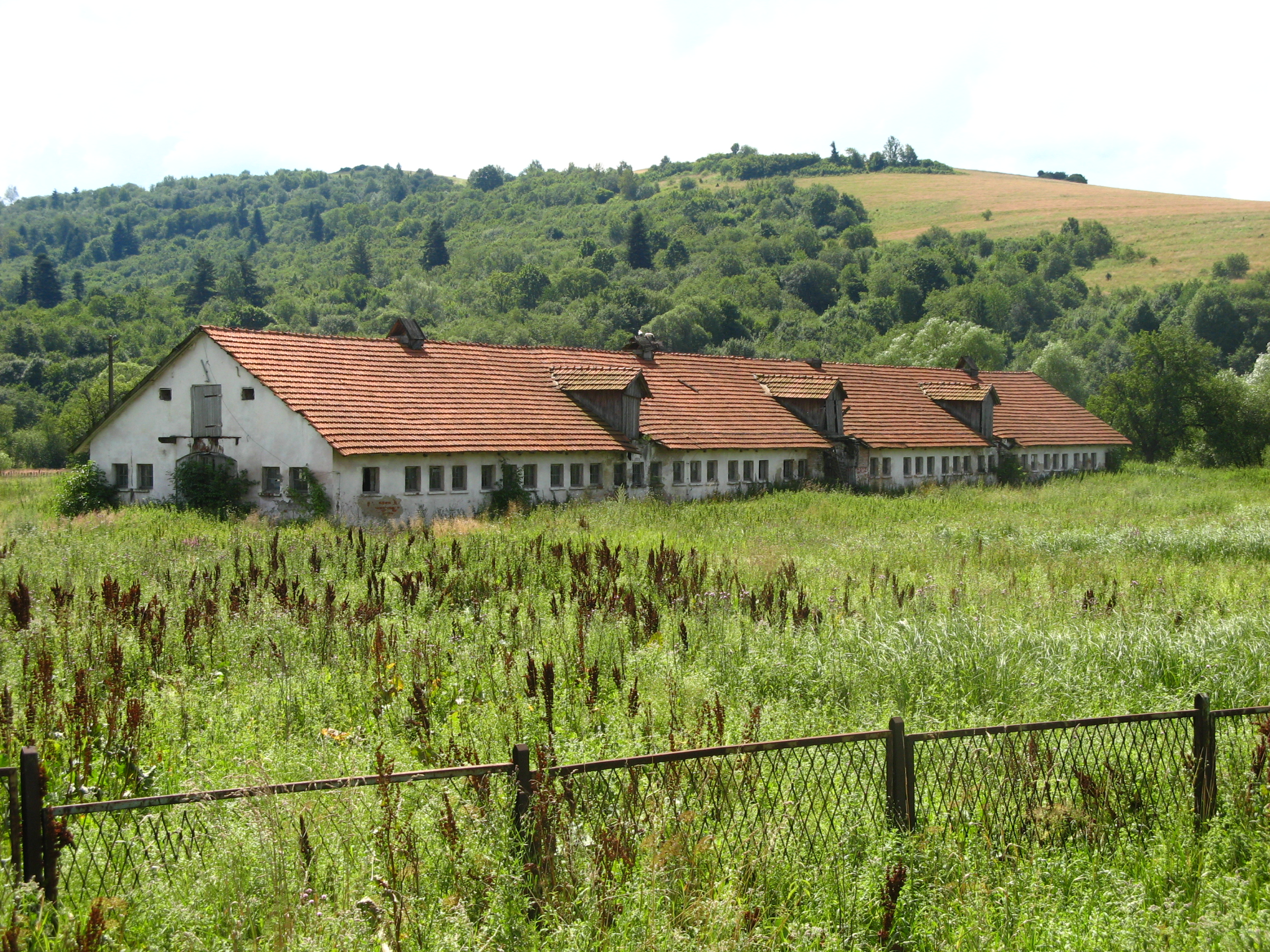
Pustý kravín bývalého polského státního statku PGR (Państwowe Gospodarstwo Rolne) v polské vsi Krościenko ve gmině Ustrzyki Dolne

Komunistické strany se tak vrátily k principu bolševického fundamentalismu a začaly otevřeně hlásat třídní boj. Za viníky zemědělské a zásobovací krize komunisté označili „vesnické boháče“, proti kterým propagandou poštvali široké vrstvy stále nespokojenějšího obyvatelstva. Komunisté zároveň prosazovali zakládání zemědělských družstev, přičemž se zejména v Československu, Polsku či Bulharsku odvolávali na dřívější družstevní tradici, nová družstva ovšem s těmi tradičními měla pramálo společného. Cílem nových družstev totiž nebylo zlepšit svépomocí postavení rolníků, nýbrž zlikvidovat soukromé hospodaření v zemědělství. Do vedení družstev se navíc dostávali lidé, kteří sice splňovali politická kritéria, ve většině případů však nedisponovali jakýmikoli zkušenostmi. Na demokratický charakter tradičního družstevnictví navíc komunistická družstva nenavázala.
Málokterý rolník se ovšem chtěl své půdy vzdát dobrovolně. Prvními členy nových zemědělských družstev se tak stávali především bezzemci a drobní rolníci, takže družstva nemohla prosperovat a už vůbec ne nalákat bohatší rolníky. Státní orgány si proto musely vstup mnoha rolníků do družstev vynucovat podobně jako dříve v Sovětském svaze ekonomickým nátlakem, výhrůžkami, konfiskacemi, vězením, přesídlováním, či dokonce popravami.

### Přechodné uvolnění a dokončení kolektivizace
Po Stalinově smrti roku 1953 nastalo v souvislosti s mocenským bojem v Sovětském svaze ve východoevropských zemích uvolnění, jež se zřetelně projevilo také v kolektivizačním postupu. Zmírnění represí a štvavé protikulacké kampaně dodalo nemálo rolníkům odvahu k tomu, aby vystoupili ze zemědělského družstva. Rozpadání družstev bylo markantní zejména v Polsku a Maďarsku, kde odpor proti režimu nakonec vyvrcholil nepokoji a povstáním. V menší míře však úbytek členů družstev zaznamenalo také Československo, Rumunsko nebo Bulharsko.

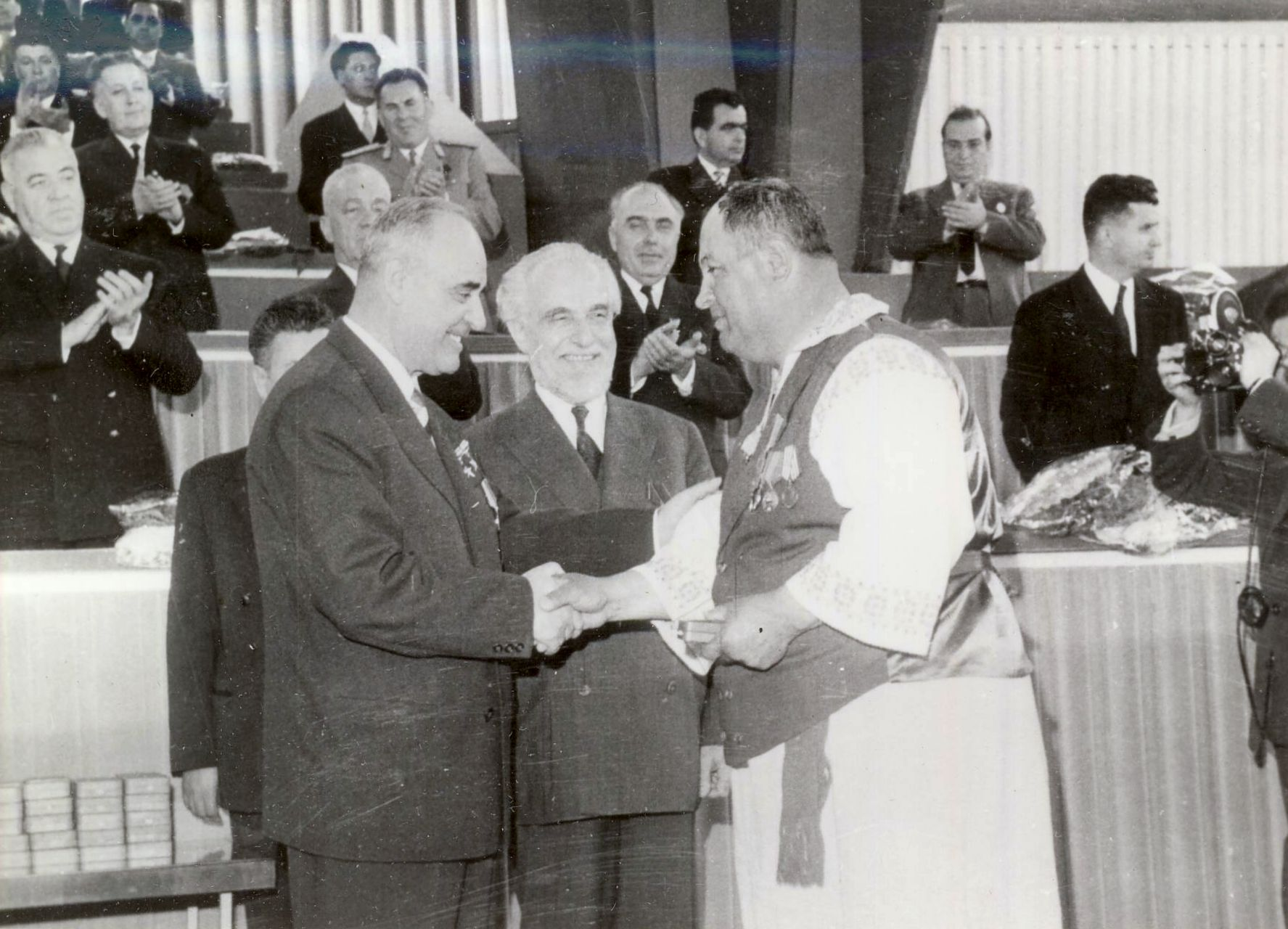
Oslavy dovršení kolektivizace v Rumunsku roku 1962

Po stabilizaci politické situace v Sovětském svaze kolektivizace pokračovala, spíše než na „třídní boj“ však političtí představitelé kladli důraz na „třídní spolupráci“. Represe sice pokračovaly dále, avšak již ne v takovém rozsahu jako v první polovině 50. let a mnohem větší důraz se kladl na „přesvědčování“. Změnil se také pohled státu na družstva: již nepředstavovala jen zdroj potravin, který bylo potřeba co nejvíce „vytěžit“, nýbrž jim bylo také umožněno vytvářet zisk a z něj pak investovat do nákupu vybavení, takže družstva konečně mohla začít být trochu úspěšnější.
Kvůli obecné nechuti ke kolektivizaci ovšem druhá vlna kolektivizace minula Polsko a svou vlastní cestou se dále ubírala také Jugoslávie. V ostatních zemích okolo roku 1960 k dovršení kolektivizace došlo. Družstva teoreticky představovala pouze přechodovou fázi „socializace společnosti“, byla jen předstupněm „všelidového vlastnictví“. V 60. a 70. letech probíhalo slučování zemědělských družstev a jejich postátňování. K naplnění ideálu společného vlastnictví ovšem nikdy nikde nedošlo.

### Specifika jednotlivých zemí
Průběh kolektivizace se přes všechny společné prvky ubíral v každé zemi přece jen trochu odlišnou cestou. Hned od začátku se svou vlastní cestou vydala Jugoslávie, jejíž postup v zemědělství představoval jeden z důvodů rozchodu Jugoslávie se Sovětským svazem. Tento stát nakonec proces kolektivizace roku 1953 zastavil a povolil soukromou držbu půdy do 10 ha. V polovině 50. let opustilo kolektivní hospodaření také Polsko. Do roku 1989 pak měli soukromí vlastníci v držení 3/4 půdy.
Na rozdíl od Bulharska, kde družstva zprvu vznikala dobrovolně, v Albánii mohl komunistický režim začít prosazovat násilnou kolektivizaci až v 60. letech. Kolektivizace v Československu představovala specifikum v častém nuceném přesídlování kulaků.

## Důsledky kolektivizace po pádu komunismu

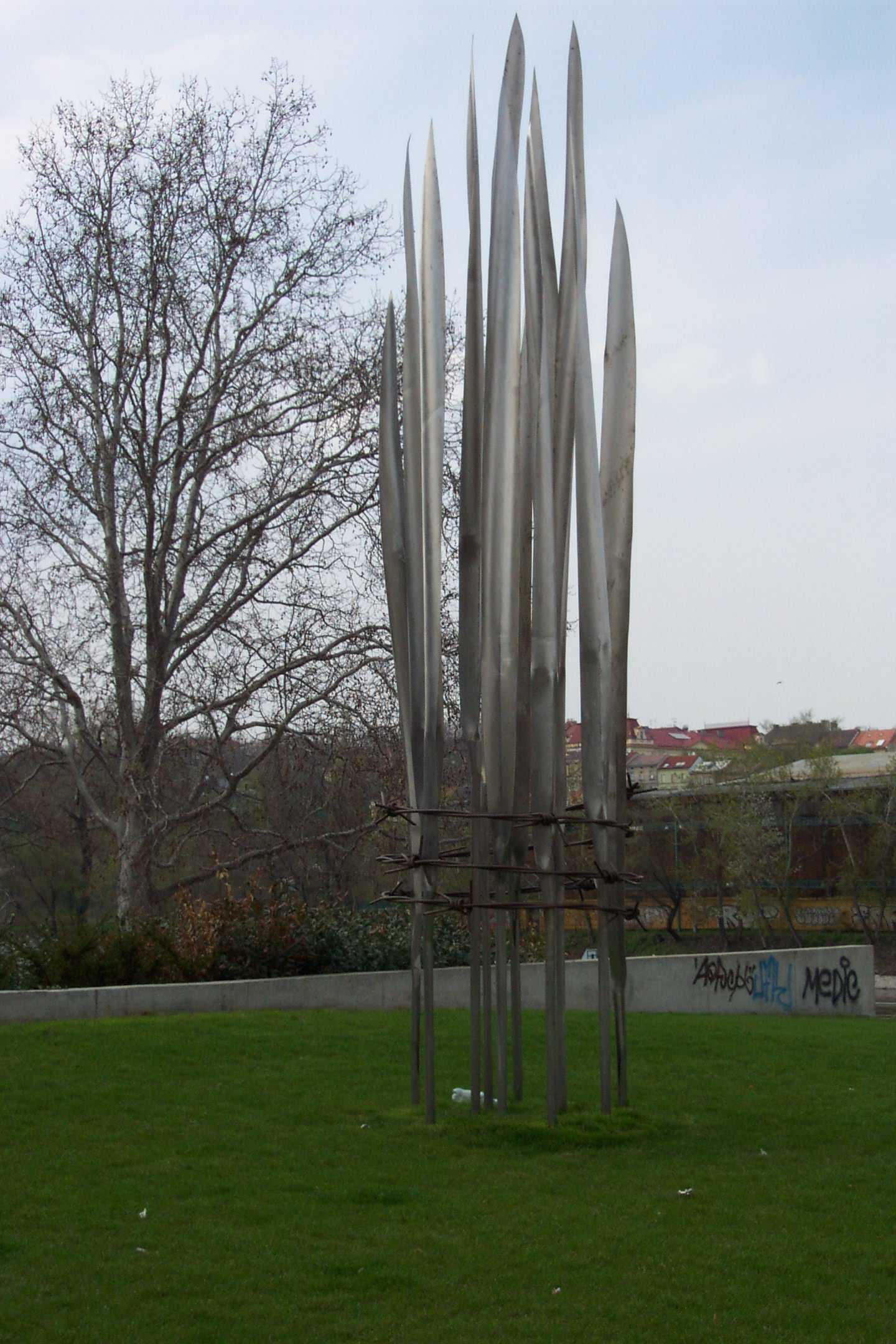
Památník obětem kolektivizace v Praze

Jelikož kolektivizace měla jen politicko-ideologické příčiny a jelikož kolektivní hospodářství bylo v porovnání se soukromým hospodařením značně slabší, došlo s pádem komunismu také k rozpadání zemědělských družstev a obnově soukromého vlastnictví. V samotném Sovětském svaze byl přijat zákon o privatizaci dokonce ještě před pádem komunistického režimu v rámci perestrojky (roku 1991). V mnoha zemích se původní vlastníci hlásili ke svému zabavenému majetku, plná restituce ovšem neproběhla nikde. Stejně tak ve většině případů zůstali nepotrestáni organizátoři represí spojených s kolektivizací.
Návrat zemědělství zpět ke stavu před kolektivizací by ovšem rovněž nebyl žádoucí. Vývoj v západní Evropě (zejména ve Francii) ukázal, že proces scelování pozemků vede k ekonomicky výhodnějšímu hospodářství. Zatímco v západní Evropě ovšem scelení pozemků bylo dosaženo odkupem půdy od méně úspěšných zemědělců, ve východním bloku k tomu došlo skrze represe komunistického režimu, jež za sebou zanechaly miliony obětí, rozvrácené sousedské vztahy a pachuť bezpráví, jež lze dnes jen těžko napravit.